# Killing All That Holds You
Killing All That Holds You è il secondo album discografico del gruppo musicale statunitense 10 Years, pubblicato nel 2004.

## Tracce
1. Wasteland – 3:49
2. Through the Iris – 3:33
3. Seven – 3:50
4. R.E.S.T. – 3:48
5. Blank Shell – 3:30
6. At a Loss – 3:29
7. Silhouette of a Life – 4:43
8. All White – 4:30
9. Magna-Phi – 3:09
10. Frailty – 3:57
11. Wasteland (Live Acoustic) – 5:07
12. Through the Iris (Live Acoustic) – 3:55
13. Shelter (Live Acoustic) – 4:03
14. Insects (Live Acoustic) – 3:47